# Lengerich
Lengerich é uma cidade da Alemanha, localizado no distrito de Steinfurt, Renânia do Norte-Vestfália.